# Paso de Lilpela
Paso de Lilpela är ett bergspass i Argentina, på gränsen till Chile. Det ligger i den sydvästra delen av landet, 1 300 km sydväst om huvudstaden Buenos Aires. Paso de Lilpela ligger 1 408 meter över havet.
Terrängen runt Paso de Lilpela är bergig åt sydväst, men åt nordost är den kuperad. Runt Paso de Lilpela är det mycket glesbefolkat, med 6 invånare per kvadratkilometer.. Det finns inga samhällen i närheten. 
I omgivningarna runt Paso de Lilpela växer i huvudsak blandskog.